# Natalia Koudreva
Natalia Alekseïevna Koudreva (russe : Наталья Алексеевна Кудрева), née le 8 juin 1942 à Krasnodar (RSFS de Russie), est une ancienne joueuse soviétique de volley-ball. Elle est championne olympique de la discipline lors des Jeux de 1972.

## Carrière
Lioudmila Borozna fait partie de l'équipe soviétique qui remporte la médaille d'or lors des Jeux olympiques d'été de 1972. Elle est également double médaillée aux Mondiaux : en argent en 1974 et en bronze en 1978.
En club, elle joue pour le Dinamo Krasnodar de 196 à 1967 puis pour le Spartak Léningrad de 1966 à 1974.

## Palmarès

### En équipe nationale
- Jeux olympiques
  -  1972 à Munich.

- Universiade
  -  1970 à Turin.
  -  1973 à Moscou.